# Michael Wollenschläger
Michael Wollenschläger (* 11. März 1946 in Mosbach; † 30. Dezember 2008 in Würzburg) war ein deutscher Arbeits- und Sozialrechtler.

## Leben
Nach seinem Abitur im badischen Mosbach studierte Wollenschläger ab 1965 Rechtswissenschaften und Volkswirtschaftslehre an der Ruprecht-Karls-Universität Heidelberg, Albert-Ludwigs-Universität Freiburg und Julius-Maximilians-Universität Würzburg. 1969 absolvierte er sein erstes Juristisches Staatsexamen. 1972 wurde er in Würzburg bei Günther Küchenhoff zum Dr. iur. utr. mit dem Thema Immanente Schranken des Asylrechts. Zugleich ein Beitrag zur Lehre der Einschränkbarkeit von Grundrechten ohne Gesetzesvorbehalt promoviert. Nach seinem Diplom de Droit comparé der Internationalen Fakultät für Rechtsvergleichung Straßburg/Amsterdam absolvierte er 1973 sein zweites Juristisches Staatsexamen.
Bereits seit 1970 war Wollenschläger wissenschaftlicher Assistent für Staats- und Verwaltungsrecht sowie Arbeits- und Sozialrecht der Universität Würzburg. Ab 1973 war er als Rechtsanwalt tätig mit Schwerpunkt Arbeits- und Sozialrecht. 1981 habilitierte er sich bei Küchenhoff zum Thema Arbeits- und Bevölkerungsschutz im Atomrecht und war als Privatdozent tätig. 1982 wurde er zum Professor für öffentliches Recht, insbesondere Verwaltungsrecht und Sozialrecht, berufen. Von 1993 bis 1997 war er zudem Prodekan sowie später Dekan der Juristischen Fakultät der Universität Würzburg. Darüber hinaus lehrte er an der Katholischen Universität Eichstätt-Ingolstadt.
Sein Sohn Ferdinand Wollenschläger ist ebenfalls Rechtswissenschaftler.

## Wirken
Wollenschläger war Gründungsmitglied der interdisziplinären Forschungsstelle für Deutsches und Europäisches Sozialrecht und Sozialpolitik der Universität Würzburg. Er publizierte mehr als 250 wissenschaftliche Arbeiten und Aufsätze. Er war in zahlreichen Gremien engagiert und Berater bei Regierungen, Ausschüssen von Bundestag und Landtagen, Akademien, Wohlfahrtsverbänden und politischen und gesellschaftlichen Vereinigungen im In- und Ausland. Er war Mitglied des Rats für Migration.
Wollenschläger war seit 2006 Vorsitzender des Dommusikvereins Würzburg im Bistum Würzburg. Er war Mitglied der katholischen Studentenverbindungen K.D.St.V. Ferdinandea-Prag zu Heidelberg (seit 1965) und KDStV Cheruscia Würzburg, beide im CV.
Zu seinen Schülern zählten unter anderem Ulrich Becker und Eckhard Kreßel.

## Schriften
- Mit Rudolf Schiedermair (Begründer): Handbuch des Ausländerrechts der Bundesrepublik Deutschland. 2. Auflage. Luchterhand, Köln 1985, ISBN 3-7875-5302-9 (Loseblattausgabe, Grundwerk).
- Mit Dieter H. Scheuing, Günter C. Schwarz (Hrsg.): Europäisches Unternehmensrecht. Nomos, Baden-Baden 2001, ISBN 3-7890-7139-0.
- Unter Mitarbeit von Dirk Pollert, Jens Löcher: Arbeitsrecht.  2., neu bearb. und erw. Aufl. Heymann, Hamburg u. a. 2004, ISBN 3-452-24640-X.

## Auszeichnungen und Ehrungen
- 1995: Bundesverdienstkreuz am Bande des Verdienstordens der Bundesrepublik Deutschland
- 2002: Bundesverdienstkreuz 1. Klasse des Verdienstordens der Bundesrepublik Deutschland
- 2003: Ritter des Päpstlichen Silvesterordens[4]